# Kvikkalkul
Kvikkalkul은 스웨덴 해군이 1950년대에 SABINA 컴퓨터에서 사용하기 위해 개발했다는 컴퓨터 프로그래밍 언어이다. 이 언어는 1994년에 누군가가 익명으로 유즈넷에 올린 글로 인해 유명해졌다. 하지만 이 언어는 실존하는 언어가 아니라 INTERCAL의 영향을 받은 장난으로 만든 언어로 추측된다.